# IC 4652
IC 4652 је спирална галаксија у сазвјежђу Олтар која се налази на листи објеката дубоког неба у Индекс каталогу.
Деклинација објекта је - 59° 43' 42" а ректасцензија 17h 26m 26,5s. Привидна величина (магнитуда) објекта IC 4652 износи 13,4 а фотографска магнитуда 14,2. IC 4652 је још познат и под ознакама ESO 138-25, IRAS 17220-5941, PGC 60290.